# Conflicte fronterer sino-soviètic
L'incident de l'illa de Zhenbao (Damanski en rus) el 2 de març de 1969, i va representar el moment de màxima tensió entre la Unió Soviètica i la República Popular de la Xina, després de la ruptura sino-soviètica, que va propiciar un seguit de tensions territorials frontereres entre els dos països.
L'incident es va produir quan soldats xinesos van atacar un grup de la guàrdia de fronteres soviètica, amb el resultat de 31 morts i 14 ferits. Els soviètics van respondre el 15 de març, bombardejant tropes a la banda xinesa i atacant l'illa de Zhenbao, en el riu Ussuri. Segons fonts soviètiques - desmentides pels xinesos - les baixes xineses van ser d'uns 800 soldats, i les seves uns 60. Aquest enfrontament armat suposaria el punt més baix en les relacions entre els dos països, i es va arribar a témer la possibilitat d'una gran guerra entre les dues potències comunistes.
Un documental soviètic anomenat "Illa de Damansky" recull entrevistes amb combatents de totes dues bandes.

## Antecedents
Sota el govern de Sheng Shicai (1933–1944) a la província de Xinjiang al nord-oest de la Xina, el Guomindang de la Xina va reconèixer per primera vegada la categoria ètnica d'un poble uigur seguint la política ètnica soviètica. Aquella etnogènesi d'un poble "nacional" elegible per a l'autonomia territorialitzada va beneficiar àmpliament a la Unió Soviètica, que va organitzar conferències a Fergana i Jetissú (Semirechye), a l'Àsia central soviètica, per provocar la "revolució" a Alti Shahr (sud de Xinjiang) i Jungària (nord de Xinjiang).
Tant la Unió Soviètica com l'Exèrcit Blanc es van aliar en secret amb l'Exèrcit Nacional Ili per lluitar contra el Guomindang a la Revolució Ili. Encara que els rebels uigurs majoritàriament musulmans van participar en pogroms contra els xinesos han en general, l'agitació finalment va donar lloc a la substitució del govern del Guomindang a Xinjiang pel del Partit Comunista Xinès.
La historiografia soviètica, més concretament els "Estudis uigurs", es va polititzar cada cop més per adaptar-se a la tensió de la divisió sino-soviètica dels anys 60 i 70. Un turcòleg soviètic, Tursun Rakhminov, que treballava per al Partit Comunista Soviètic, va argumentar que els uigurs moderns havien fundat l'antic País Toquz Oghuz (744–840), el Kanat Uigur (840–1212). Les guerres dels estats premoderns contra les dinasties xineses van ser presentades com a lluites per l'alliberament nacional pel grup ètnic uigur. La historiografia soviètica no era coherent en aquests temes; quan les relacions sino-soviètiques eren més càlides, per exemple, la Revolució dels Tres Districtes va ser retratada pels historiadors soviètics com a part de l'oposició al Kuomintang durant la guerra civil xinesa, no com una aposta anti-xinesa per l'alliberament nacional. Els soviètics també van encoratjar la migració dels uigurs al seu territori al Kazakhstan, al llarg de la frontera de 4.380 km. El maig de 1962, 60.000 uigurs de la província de Xinjiang van travessar la frontera cap a la Unió Soviètica per fugir de la fam i el caos econòmic del Gran Salt Endavant.